# Гіркокаштан дрібноцвітий
Гіркокашта́н дрібноцві́тий (Aesculus parviflora) — отруйна багаторічна рослина родини сапіндових. Цінна, хоча й маловідома декоративна культура.

## Опис

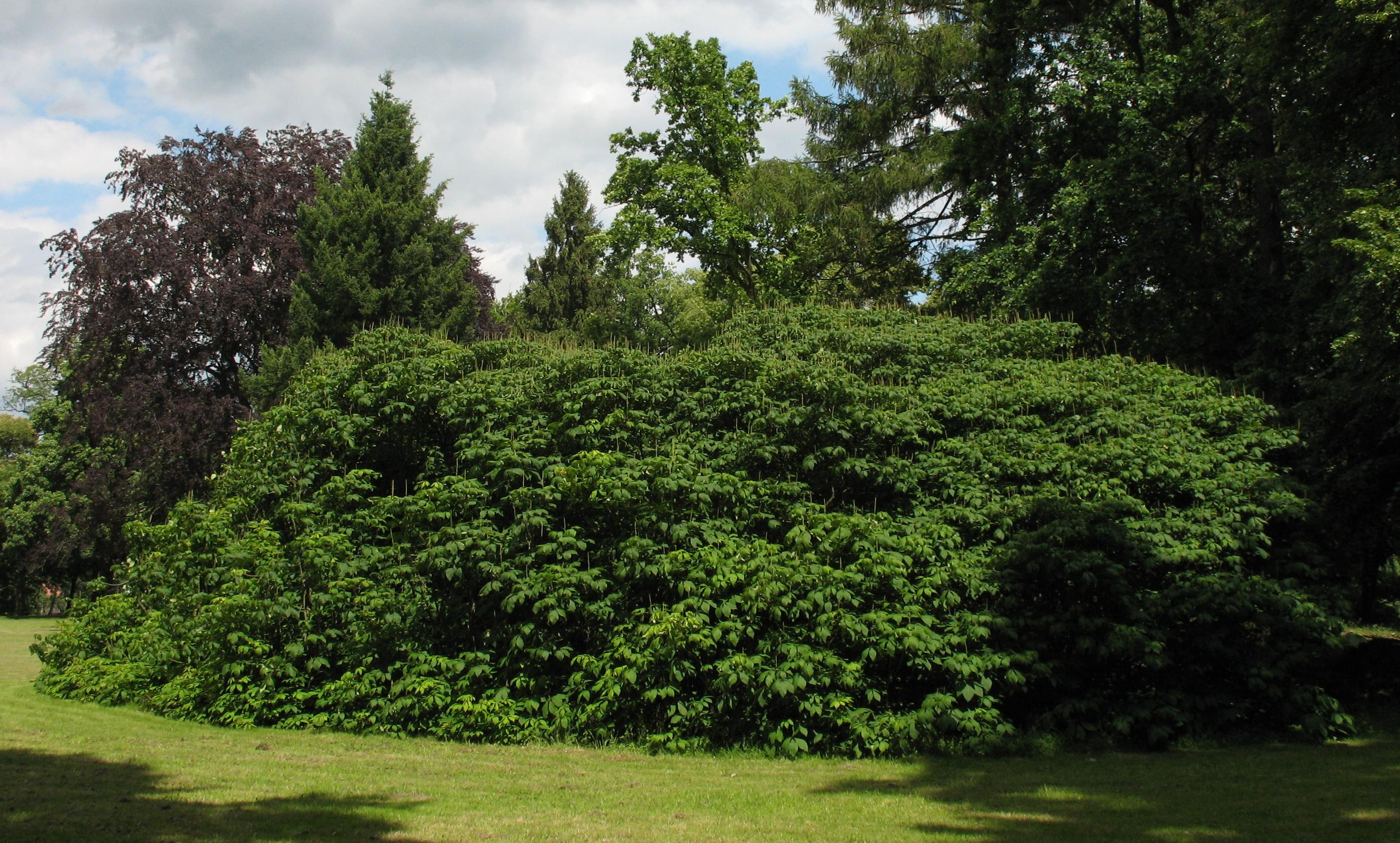
Найбільший в Європі гіркокаштан дрібноцвітий (Райнхарц, Німеччина)

Листопадний кущ заввишки 3-5 м. Коренева система неглибока, розгалужена, з численними дрібними корінцями. Крона густа, розлога. З віком у рослин навсибіч відгалужуються кореневі паростки, від яких відростають нові стовбурці, внаслідок чого у старих особин діаметр крони може сягати 10 м. Кора блідо-сіра, часто з коричневим, жовтим або зеленкуватим відтінком. Листки супротивні, пальчасті, загострені, з дрібнозубчастим краєм, біля основи звужені и трохи заокруглені. Вони складаються з 5-7 листочків еліптичної форми, 12-22 см завдовжки та 5-10 см завширшки кожен. Листя на початку розвитку червонувате, згодом його верхня поверхня стає темно-зеленою, а нижня світло-зеленою. На відміну від інших листопадних гіркокаштанів восени листя цього виду не буріє, а набуває привабливого яскраво-жовтого забарвлення.
Суцвіття — прямостояча, вузькопірамідальна або циліндрична волоть 20-30 см завдовжки. Квітки двостатеві, дрібні, запашні. Чашечка трубчаста. Листочки оцвітини білі. Тичинки значно довші за пелюстки (3-4 см), білі з рожево-червоними пиляками. Плоди — кулясті або оберненояйцеподібні сухі коробочки, вкриті ззовні тонкою, гладкою шкірочкою світло-коричневого або жовто-коричневого кольору. Кожен плід містить одну насінину завширшки 2-3 см. Насіння лискуче, коричневе з великою, нелискучою, білою плямою.
У тканинах цієї рослини містяться глікозид есцин, суміш з понад 30 сапонінів, включно з ескуліном, також знайдені амінокислоти, складні ефіри індол-3-оцтової кислоти. Через наявність цих речовин плоди отруйні. Їх вживання призводить до блювання, проносу, апатії, розширення зіниць, слабкості м'язів і паралічу, а в деяких випадках може бути навіть летальним.

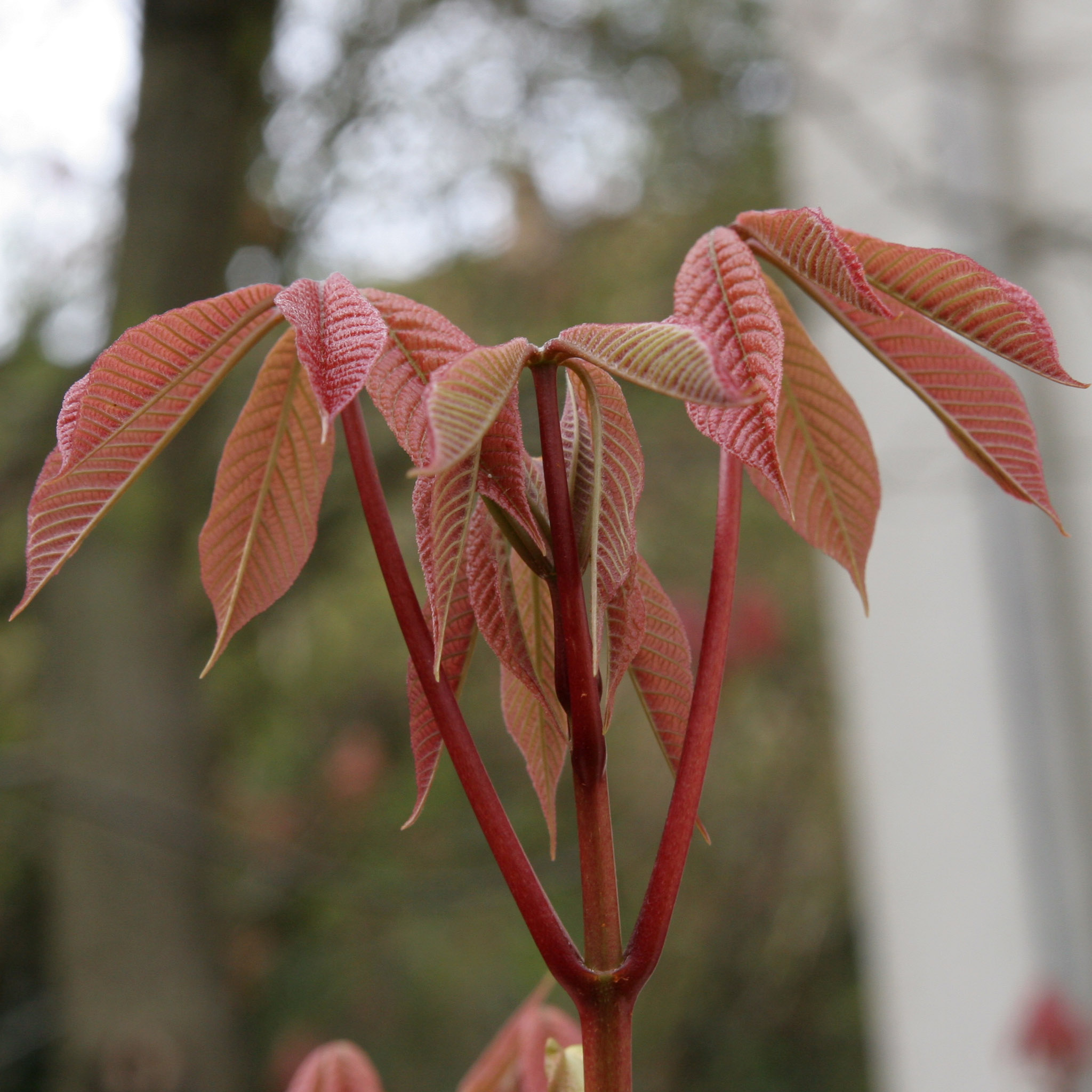
Листя навесні
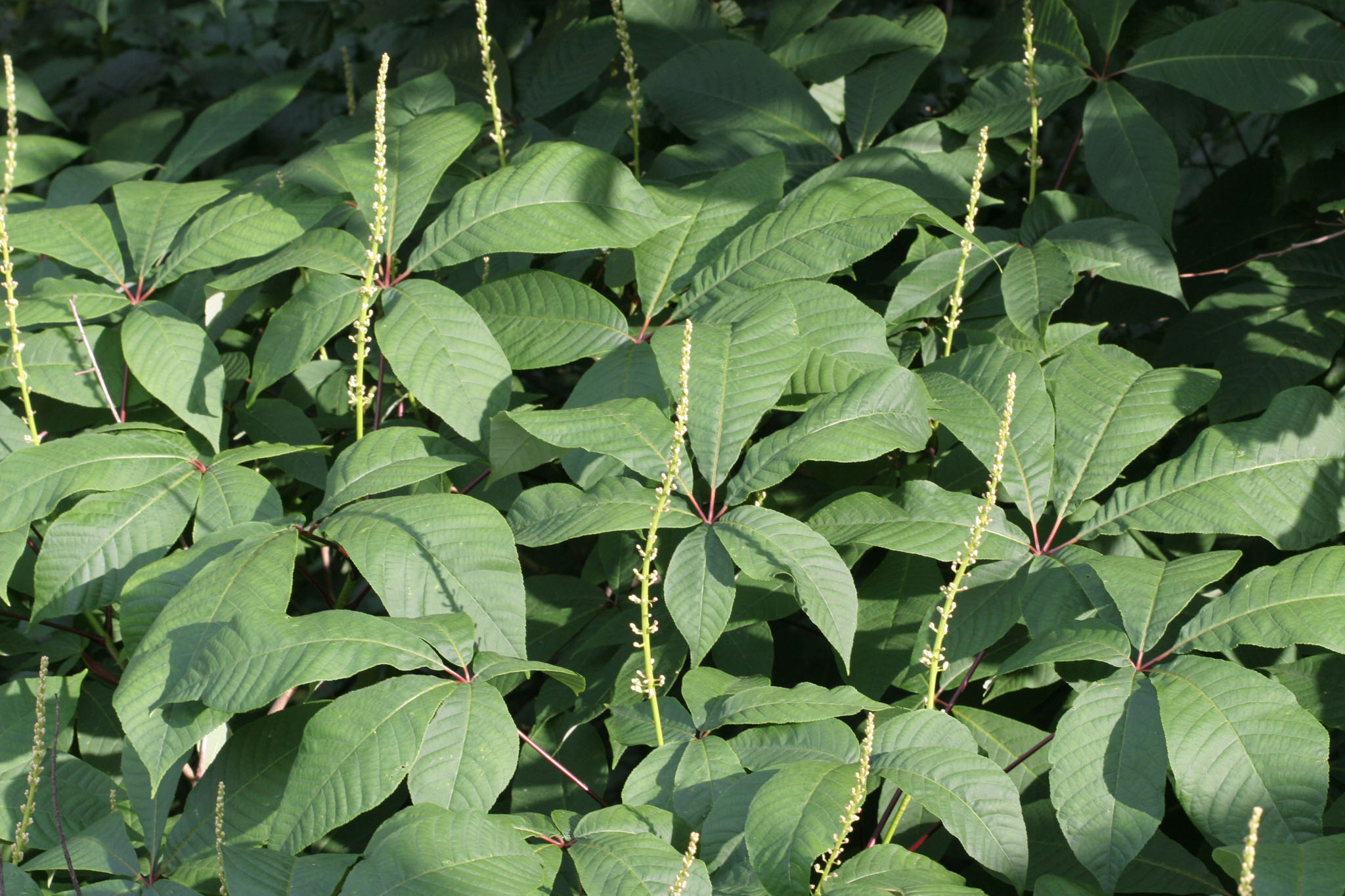
Листя і нерозквітлі суцвіття
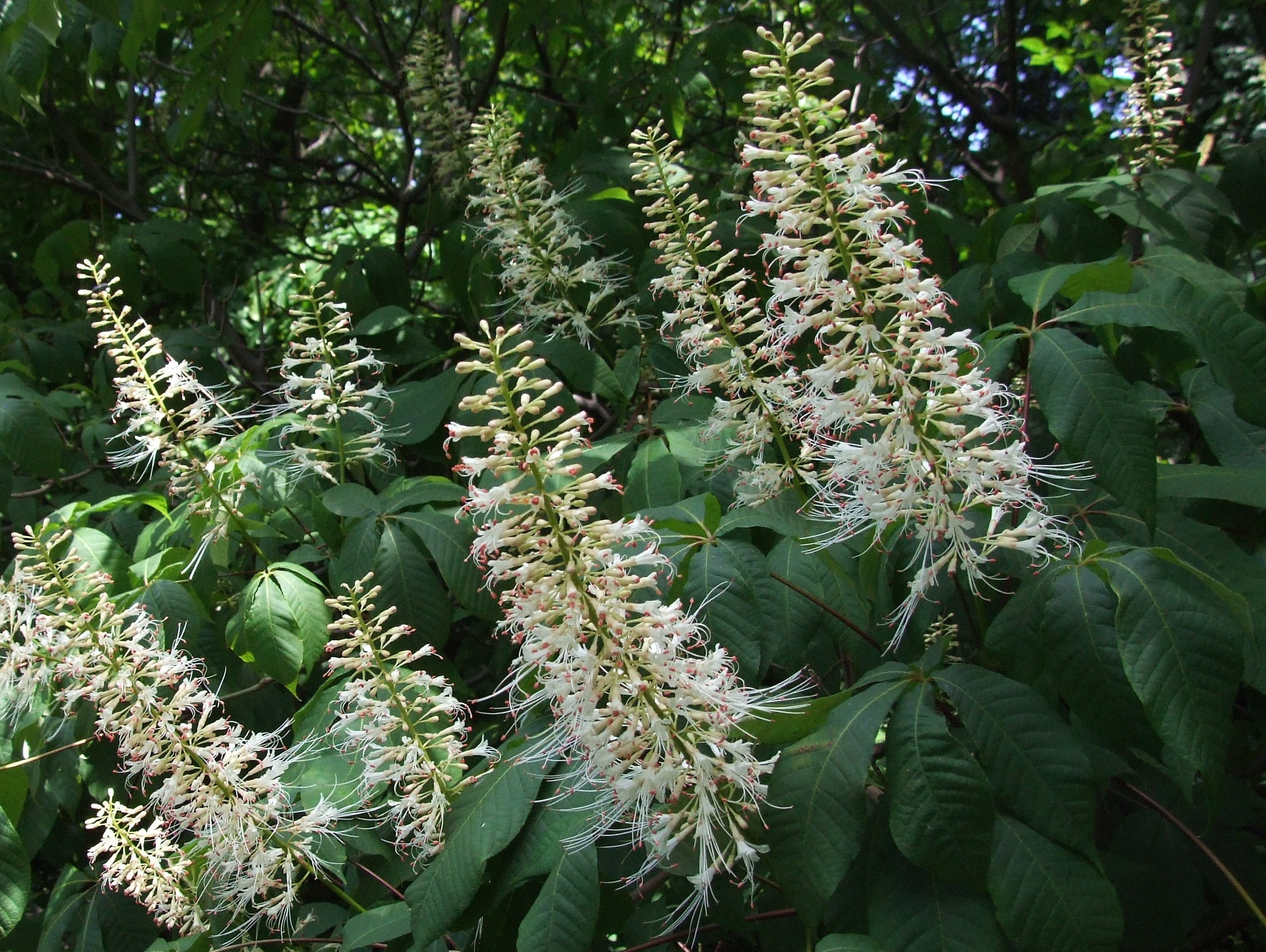
Квітучі суцвіття
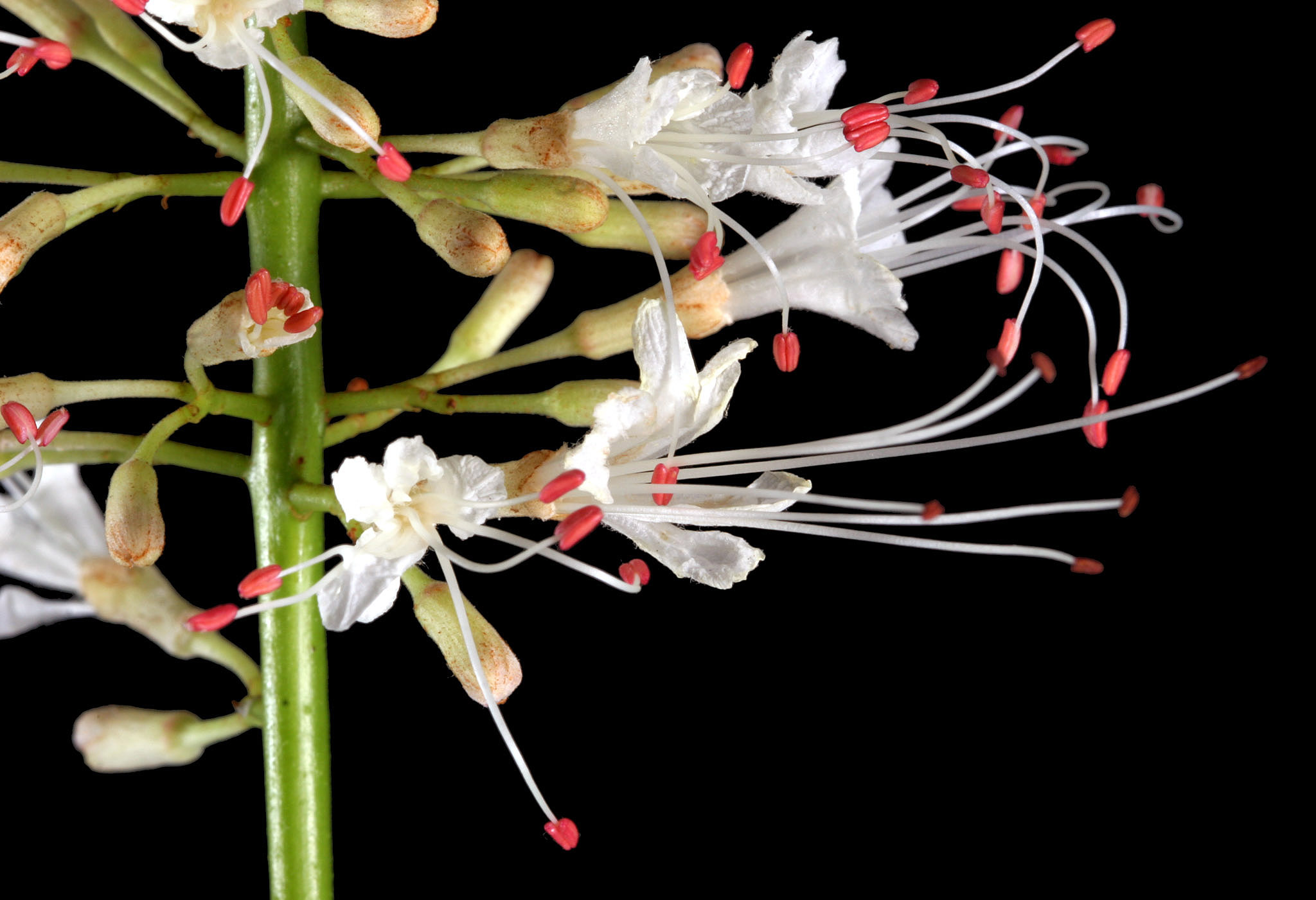
Квіти великим планом
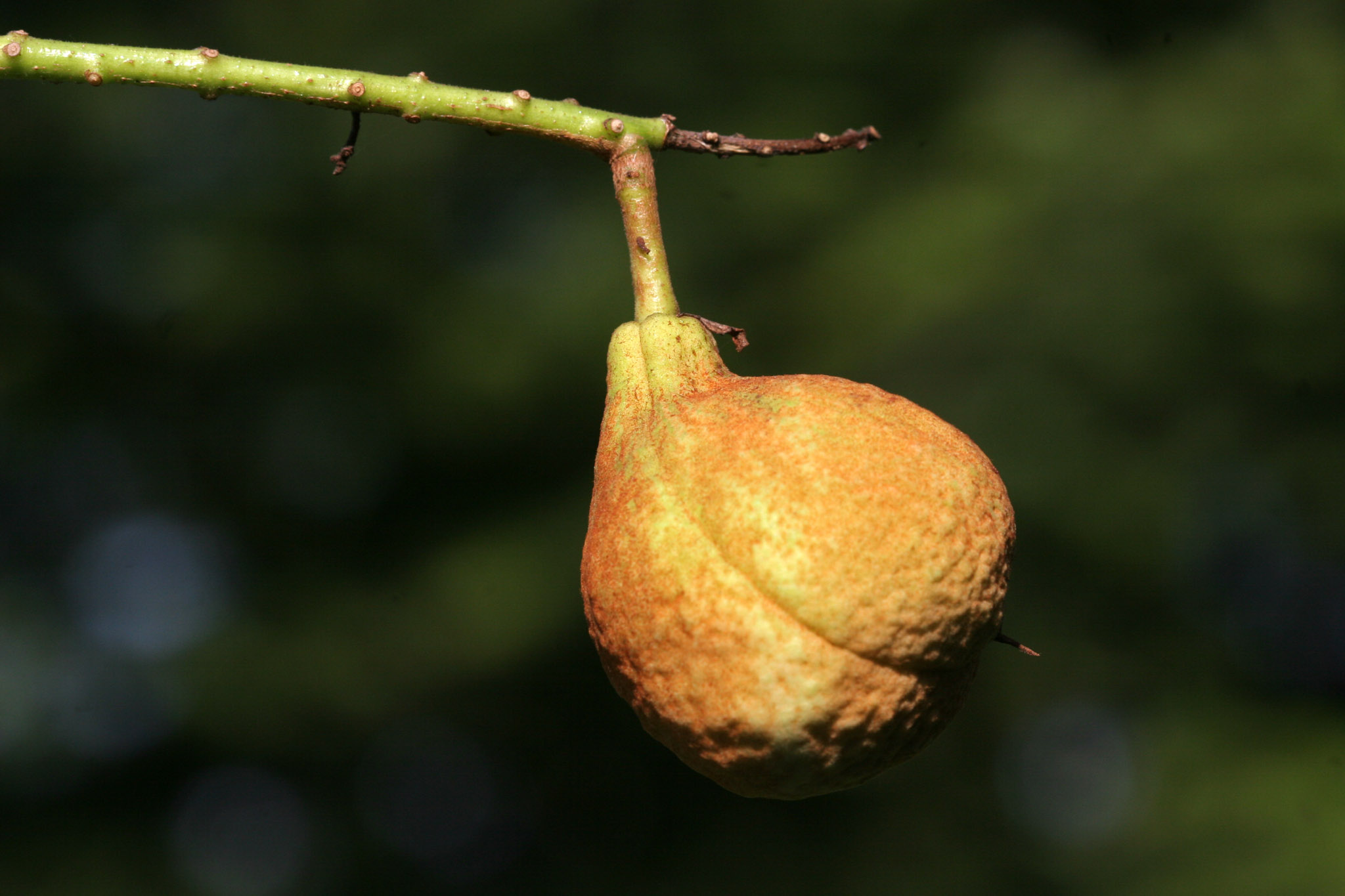
Стиглий плід
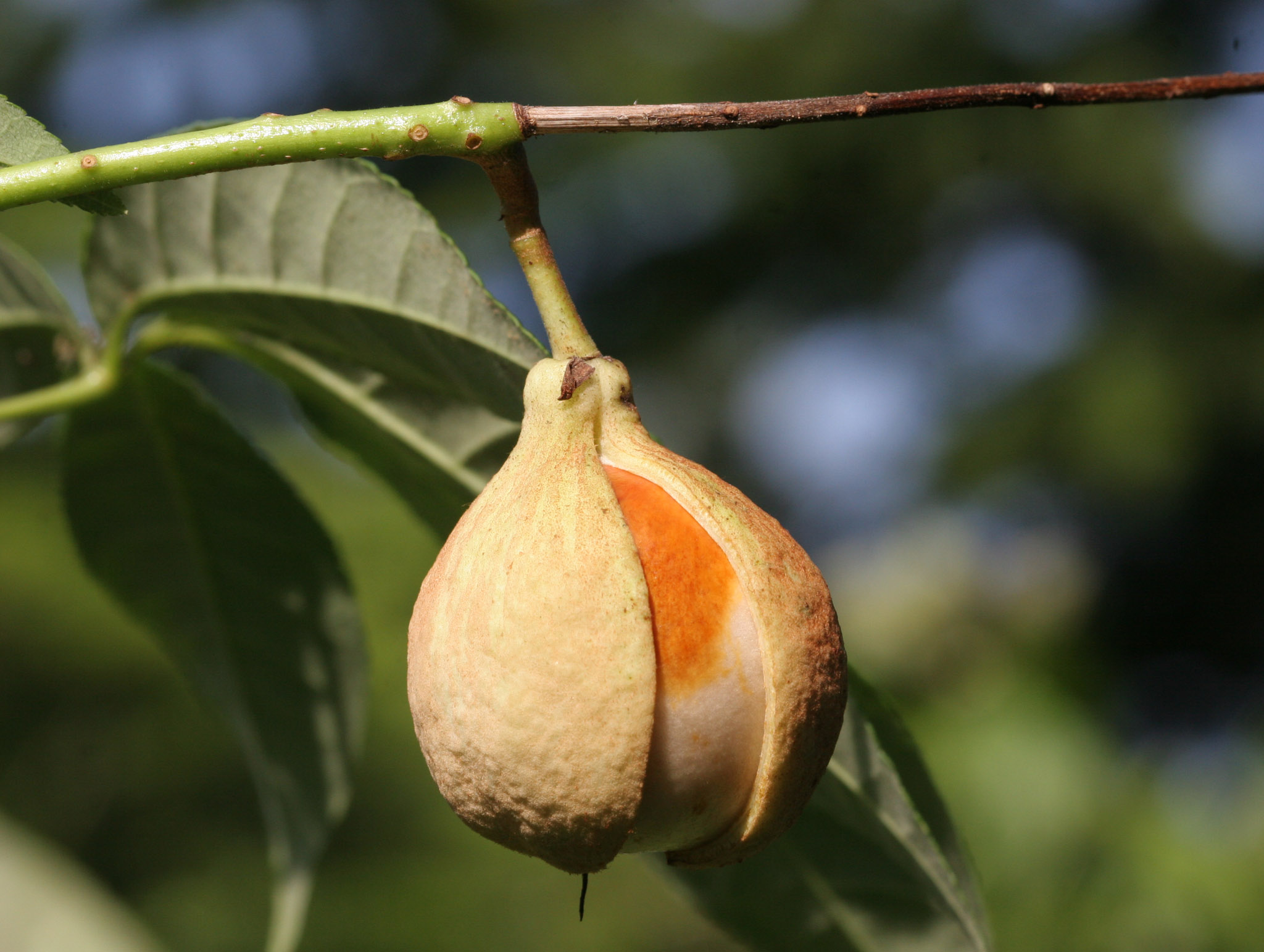
Плід, що луснув

## Екологія
Доволі морозостійкий вид, витримує пониження температури до −25…-28 °C. Світлолюбний, але може розвиватись у напівзатінку під кронами інших дерев. Віддає перевагу поживним, слабокислим, помірно зволоженим, але добре дренованим (з домішками піску) ґрунтам. На холодних, перезволожених ґрунтах хворіє. Добре переносить весняні короткочасні повені, за недостатнього поливу влітку пригнічується.
Квітне у липні-серпні, плодоносить у жовтні. У природі запилюється метеликами і колібрі; плодами живляться вивірки. Насіння швидко втрачає схожість при підсиханні, в культурі перед посадкою воно повинно пройти стратифікацію у вологому піску протягом 1-3 місяців. У перші 2-3 роки життя росте повільно (в цей час розвивається переважно коренева система), потім ріст значно пришвидшується, повного розвитку рослина досягає у віці 10-20 років. Окрім насіннєвого можливе і вегетативне розмноження: в природі — кореневими паростками, в культурі — паростками і живцюванням.

## Поширення
Гіркокаштан дрібноцвітий родом зі сходу США. Цей кущ зростає у штатах Пенсільванія, Нью-Джерсі, Південна Кароліна, Алабама, Джорджія, де він поширений у світлих лісах і на галявинах. За межами природного ареалу поширений в країнах Європи з помірним кліматом, де культивується у ботанічних садах і штучних насадженнях. В Україні маловідомий, тому за межами ботанічних садів практично не трапляється.

## Застосування
Гіркокаштан дрібноцвітий є цінною декоративною культурою завдяки компактній кроні, насиченому кольору листя (особливо восени) та духмяним квітам, що під час цвітіння рясно вкривають кущ. Екзотичність цьому виду надає пізній строк цвітіння. Висаджують його поодинці, невеликими групами або створюють з кущів живоплоти. Крім привабливого зовнішнього вигляду ця рослина має ще одну важливу перевагу — вона не уражується жодними шкідниками, включно з дуже небезпечною каштановою мінуючою міллю. Вид у цілому стійкий до хвороб, хоча може потерпати від коралової плямистості.

## Синоніми
- Aesculus alba (Poir.) Raf.
- Aesculus macrostachya Michx.
- Aesculus macrostachys Pers.
- Aesculus odorata F.Dietr.
- Aesculus parviflora f. serotina Rehder
- Macrothyrsus discolor Spach
- Macrothyrsus odorata Raf.
- Nebropsis alba Raf.
- Pavia alba Poir.
- Pavia edulis Poit.
- Pavia macrostachys Loisel.
- Pavia parviflora Raf.
- Pawia parviflora Kuntze[2]